# Drepanosticta exoleta
Drepanosticta exoleta – gatunek ważki z rodziny Platystictidae.